# Нет дыма без огня (фильм, 1972)
«Нет дыма без огня» — советский фильм 1972 года снятый на киностудии «Туркменфильм» режиссёрами Ходжадурды Нарлиевым и Хабибом Гусейнововым по мотивам повести Тиркиш Джумагельдыев «Настырный».

## Сюжет
Кинокомедия о приключениях одного неугомонного сельского пожарника из туркменского колхоза, непримиримого борца не только с огненной стихией, но и с расхитителями колхозного добра. Сельский пожарник Гуммат — добрый, честный, бескорыстный человек, сохранивший до зрелых лет детскую чистоту и наивность. Добросовестно относится к своей работе и обучает свою пожарную команду — сына Бешера и сторожа Шукура — по всем правилам пожарной науки… Когда от соседки Гозель он слышит, что вокруг одни воры и хапуги и грабят колхозное добро, Гуммат не может поверить этому, но увидев в сарае завскладом Батмана колхозное имущество решает разоблачить мошенника…

## В ролях
- Спартак Мишулин — Гуммат
- Татьяна Ухарова — Гозель
- Ата Дурдыев — Курбан-ага
- Лиза Караева — Солтан
- Шукур Кулиев — Шукур
- Мая-Гозель Аймедова — Энне
- Баба Аннанов — Батман
- Аман Бекмиев — сын Гуммата
- Александр Якубов — Кешек
- Имамберды Суханов — учитель
- Аман Одаев — Гельды
- Сарры Каррыев — эпизод
- Акмурад Бяшимов — эпизод

## Критика
Фильм назван критикой слабым, не имел успеха, отмечалось, что несмотря на участие талантливых актёров режиссёры «не сумели создать в фильме актерский ансамбль», а также:

…драматургия фильма страдает нечеткостью построения отдельных сцен и эпизодов. Изобразительное решение фильма неровное. В Кинокомедии «Нет дыма без огня» есть удачные и неудачные эпизоды, но нет единой, прочной драматургии.